# Schackgalleriet

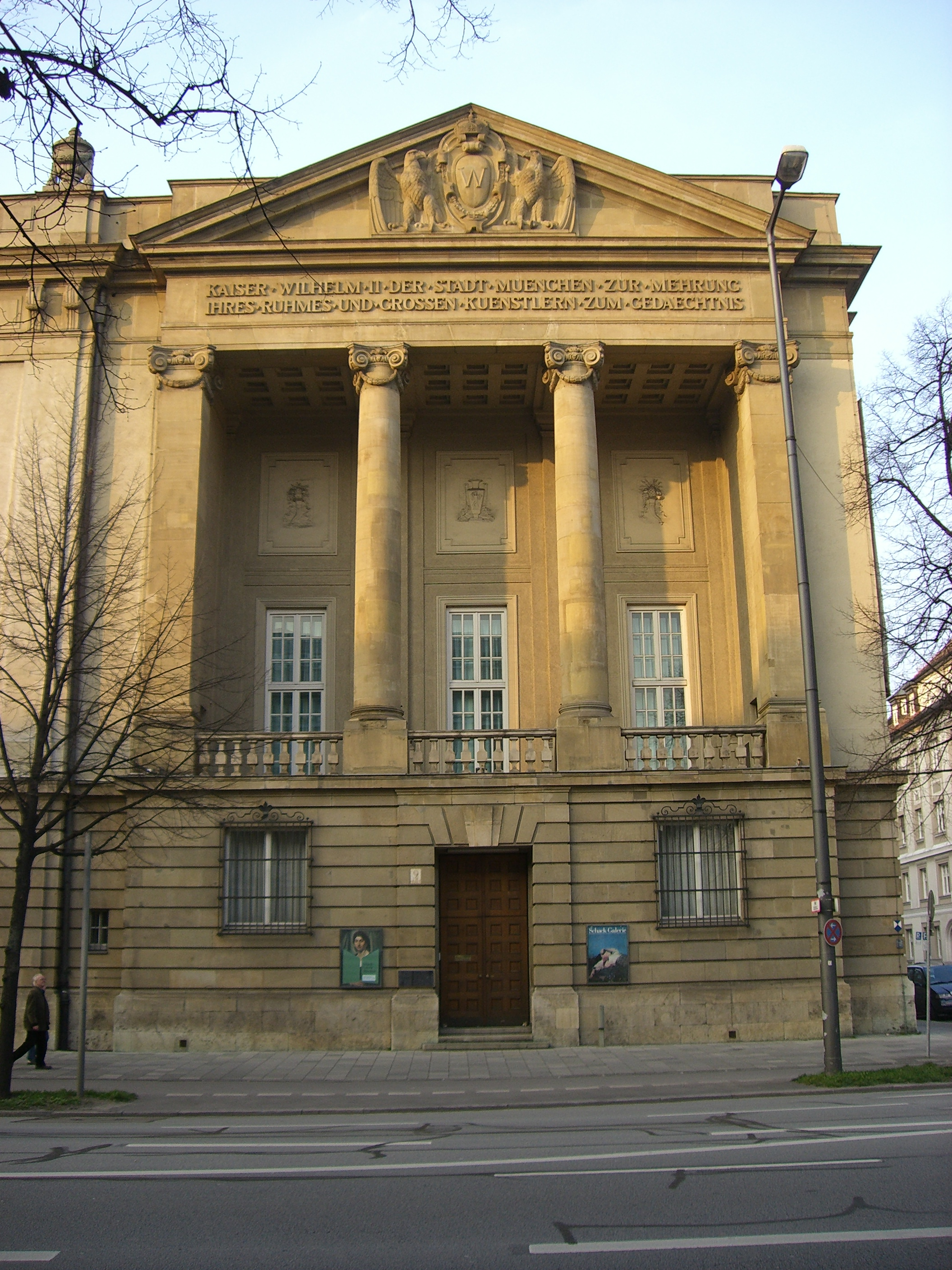
Schackgalleriet.

Schackgalleriet (tyska: Sammlung Schack) är ett museum för konst på Prinzregentenstraße i München. Museet uppstod ur greve Adolf Friedrich von Schacks konstsamling och är idag en del av Bayerische Staatsgemäldesammlungen. Greve Schack var en viktig beskyddare för konsten i München.
Museets samlingar omfattar framförallt verk från romantiken, bland annat av Arnold Böcklin, Moritz von Schwind, Franz von Lenbach, Carl Spitzweg, Carl Rottmann, Anselm Feuerbach, och andra verk av tyska landskaps- och historiemålare. Samlingen har varit oförändrad sedan den skapades och räknas som ett fint exempel på en privatsamling från 1800-talet.
Ursprungligen fanns Schacks samling i hans hus på Brienner Strasse och konstsamlingen öppnades för allmänheten 1865. Schack testamenterade samlingen till kejsar Vilhelm II, denne beslöt att samlingen skulle behållas i München och att en byggnad skulle uppföras för samlingen. Museet är fortfarande inrymt i denna byggnad, uppförd mellan 1904 och 1907 av Max Littmann intill Preussens gamla beskickning på Prinzregentenstraße.

## Galleri

Ett urval målningar från Schackgalleriet
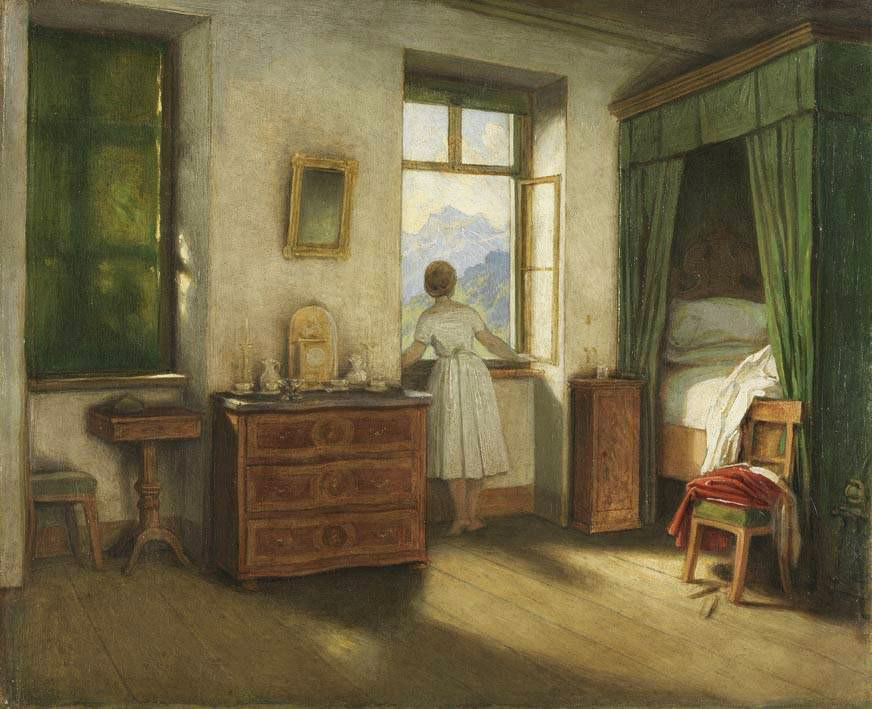
Moritz von Schwind — Morgenstunde 1858
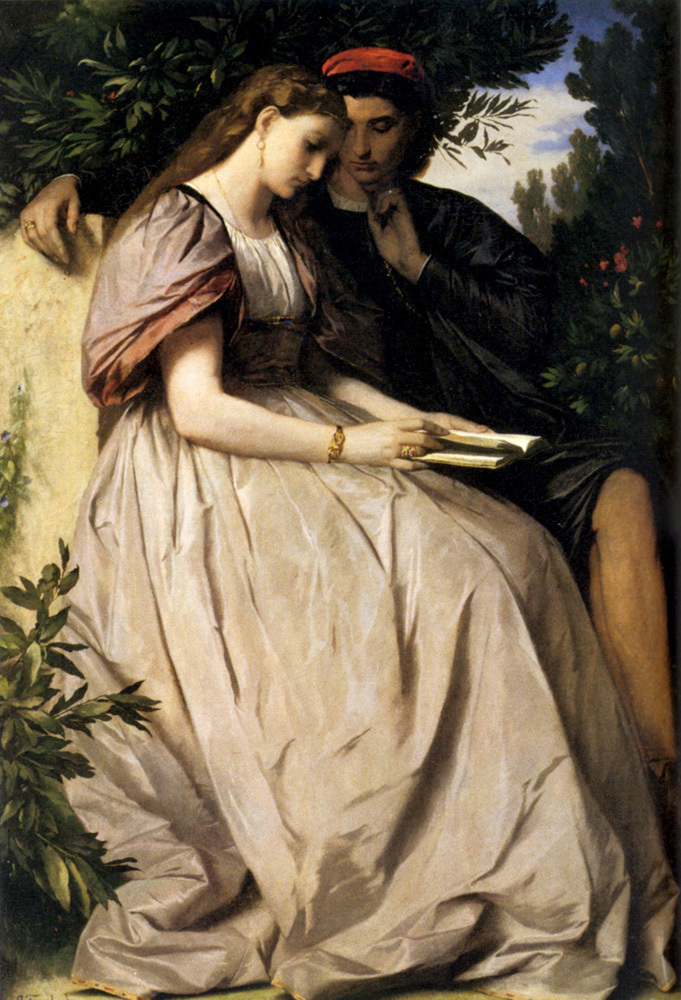
Anselm Feuerbach — Paolo und Francesca 1864
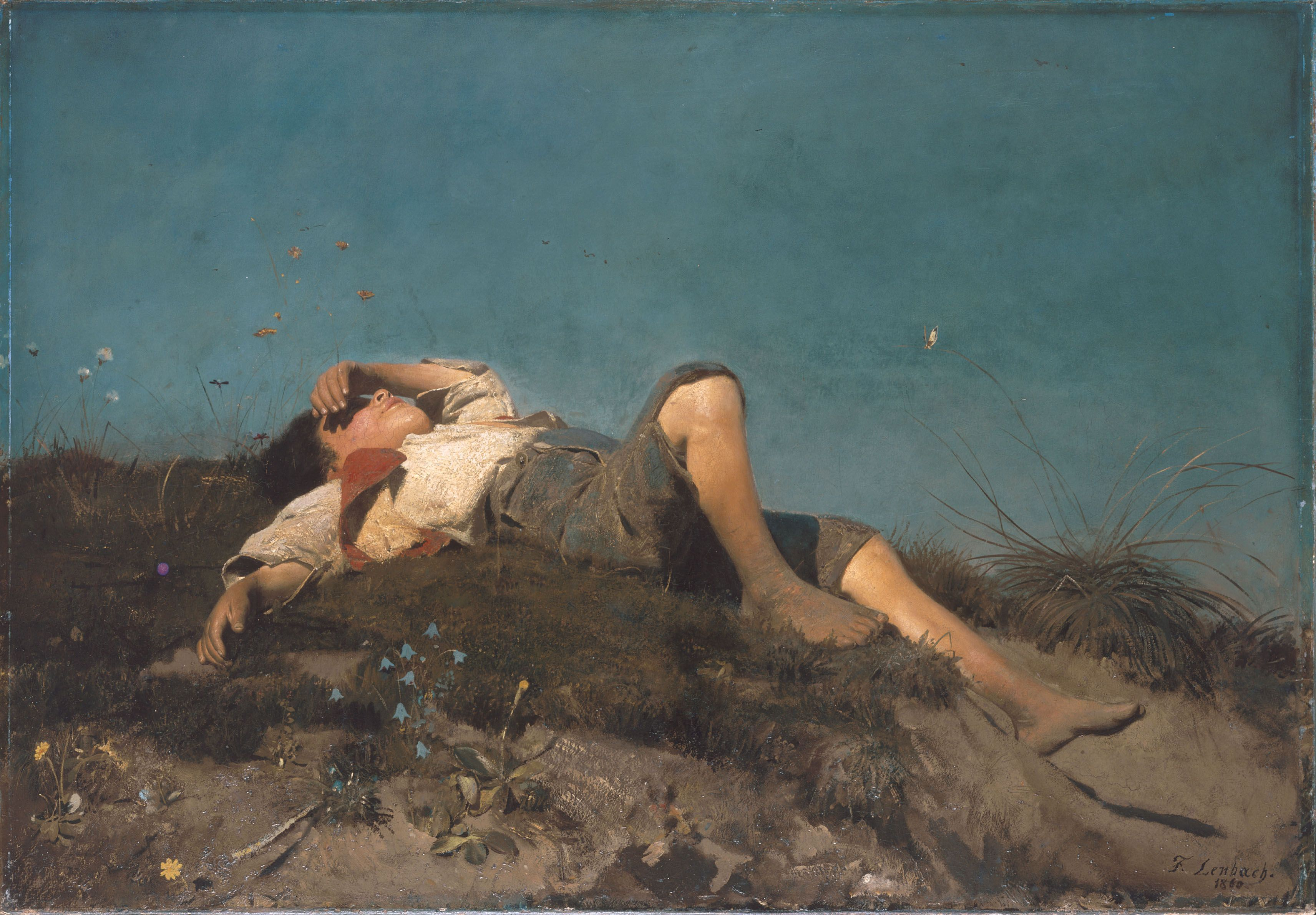
Franz von Lenbach — Hirtenknabe 1860
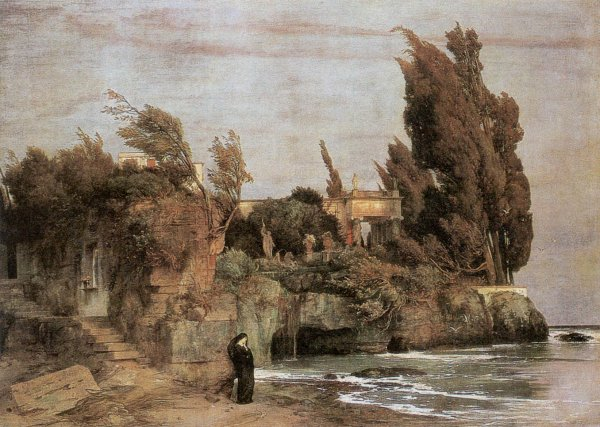
Arnold Böcklin — Villa am Meer II 1865
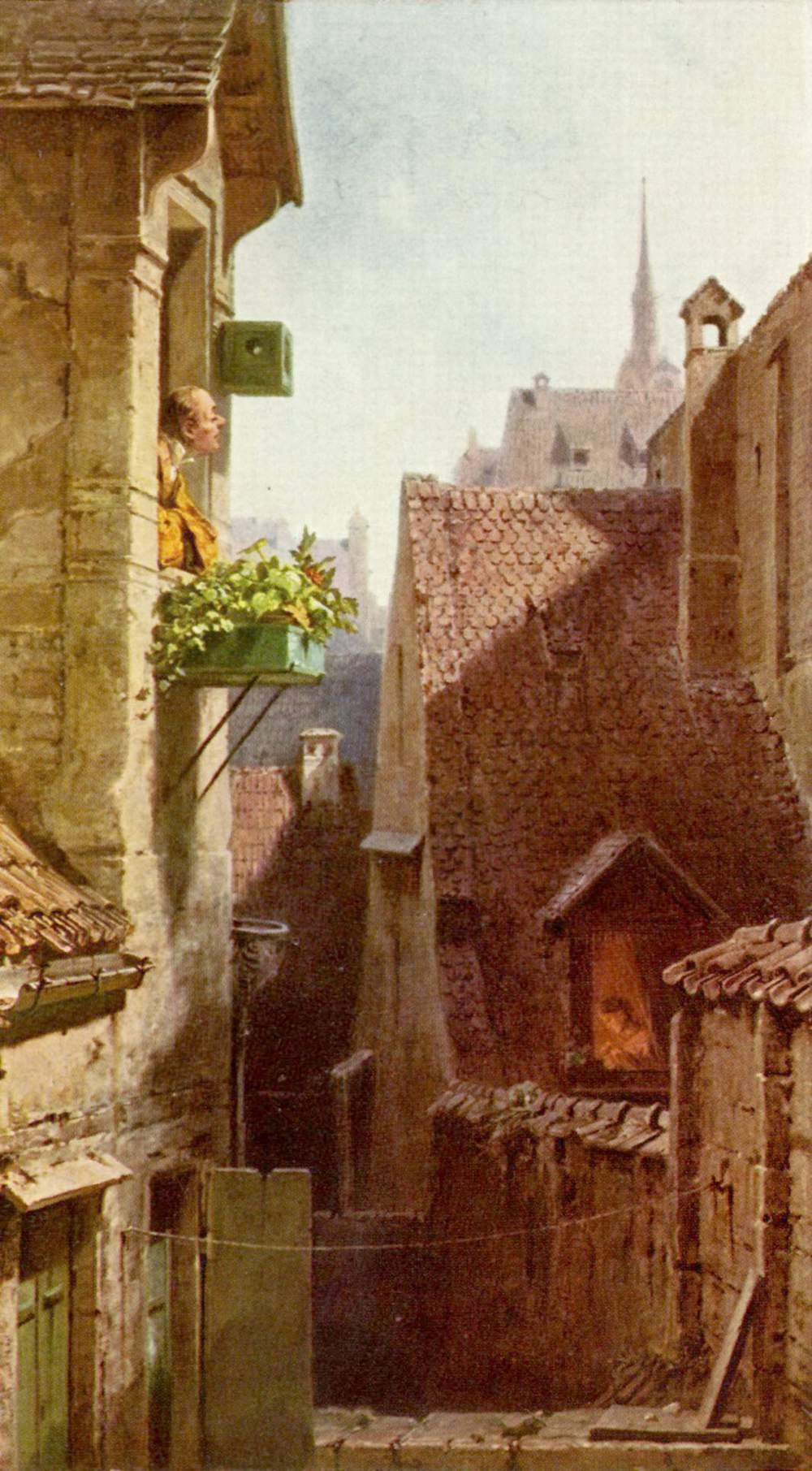
Carl Spitzweg — Hypochonder 1865